# Macfadyena
Genre
Macfadyena est un genre de plantes à fleurs de la famille des Bignoniaceae regroupant 42 espèces d'arbustes et arbres.
Selon Plants of the World Online, c'est un synonyme de Dolichandra.

## Liste d'espèces
Selon ITIS :
- Macfadyena uncata (Andrews) Sprague & Sandwith
- Macfadyena unguis-cati (L.) A.H. Gentry

### Espèces
| - M. amanda - M. amazonica - M. bangii - M. bifolia - M. bipinnata - M. bracteosa - M. citrifolia - M. coccinea - M. coito - M. corymbosa - M. cynanchoides - M. dentata - M. diffusa - M. dolichandra - M. fallax - M. fenzliana - M. fockeana - M. guatemalensis - M. guttiflua - M. hassleri - M. hispida - M. japurensis | - M. laurifolia - M. lepidota - M. mollis - M. obovata - M. orinocensis - M. ovata - M. phellosperma - M. platypoda - M. podopogon - M. pubescens - M. riparia - M. simplicifolia - M. stipuloidea - M. terniflora - M. tweediana - M. uncata - M. uncinata - M. undulata - M. unguis - M. unguis-cati - M. violacea |

## Synonymes
- Doxantha
- Microbignonia